# Tachina acuminata
Tachina acuminata är en tvåvingeart som beskrevs av Tothill 1924. Tachina acuminata ingår i släktet Tachina och familjen parasitflugor. Inga underarter finns listade i Catalogue of Life.